# マウンテンドクター
『マウンテンドクター』は、2024年7月8日から9月16日まで、カンテレ制作・フジテレビ系列の「月曜22時枠」にて放送されたテレビドラマ。主演は杉野遥亮。
山での医療対応を担う山岳医を描いたオリジナル作品。

## あらすじ
信濃総合病院へ赴任した整形外科医の宮本歩は、山岳診療の兼務を命じられるが、幼いころから愛していたはずの長野の山で兄を失ったことから複雑な思いを抱えていた。歩は医師としての目標も志も低く、これまで事なかれ主義で生きていたが、循環器内科医・江森岳人との出会いが彼の生き方に変化をもたらす。江森は国際山岳医としての経験を持ち、山岳医療に精通するがゆえに医師が山へ向かうことに慎重で、負傷者や疾病者を迅速に救助し、適切な設備のある病院で治療すべきとの信念を持っていた。歩は江森と時に対立しながらも自身の医療と山への情熱に向き合い山岳医として成長し、歩の成長に呼応するように、江森もまた自ら過去に雪崩で自らの婚約者を失ったトラウマに向き合い始める。

## キャスト

### 主要人物
宮本歩（みやもと あゆむ）〈29→30〉
演 - 杉野遥亮（中学生時代：盛永晶月）
整形外科医。中学生時代に兄を雪山で失った過去がある。
高校卒業の11年後に帰郷し、信濃総合病院に赴任してきた青年医師。病院の「山岳診療科」の兼務を命じられるが、国際山岳医の資格を取るために休職願を出し、海外へと留学して資格を取る。
そして、1年後、山岳医療チーム「MMT（マウンテン・メディカル・チーム）」のメンバーに任命される。

### 信濃総合病院
松澤周子（まつざわ しゅうこ）
演 - 檀れい
院長。江森とは医大の同級生。

江森岳人（えもり がくと）
演 - 大森南朋
循環器内科医で山岳医。信濃総合病院に勤務。国際山岳医の資格を持つ。
歩が留学してすぐに発生した山岳事故で遭難した菜月を死なせたことでトラウマを抱えたうえ、MMTを外されていた。だが、落石事故が発生した後、MMTに参加する。
心臓に疾患を抱えており、津山総合病院に検査入院するが、蒼馬岳で起こった土砂崩れのニュース映像に映っていた婚約者の美鈴が所持していたリュックとカラビナを見たことで病院を抜け出し、行方不明者を救うために蒼馬岳へと向かい、負傷者の処置にあたる。だが、登山者全員を病院へ搬送した後、心筋梗塞を引き起こし、心不全を発症する。豪徳寺たちによってMMTに搬送され、応急処置を受け、後に意識を取り戻す。

#### MMTメンバー
村松典子（むらまつ のりこ）
演 - 岡崎紗絵（幼少期：新井笑琳）
麻酔科医。信濃総合病院に勤務。歩の幼馴染。自らが営む内科医院を継がせたい養母の聖子との関係に悩んでいる。

鮎川玲（あゆかわ れい）
演 - 宮澤エマ
看護師。信濃総合病院に勤務。国内山岳看護師の資格保有者。
鮎川山荘を営む篤史の影響で幼いころから山に親しんでいたが、7年前の雪崩事故で美鈴を失い、トラウマを抱えていた。

小宮山太（こみやま ふとし）
演 - 八嶋智人
救命救急のチーフ医師。MMTのリーダー。

掛川康二（かけがわ こうじ）
演 - 近藤公園
循環器内科医。

平早紀（たいら さき）
演 - トラウデン直美
オペ看護師。

### 宮本家
宮本幸恵
演 - 石野真子
歩の母。

宮本市朗
演 - 遠山俊也
歩の父。まだら認知症を患っている。
歩が宇田を亡くしたショックからMMTを外されたあと、突然行方不明となるが、山道でカエンタケを口にして倒れていた状態で登山客に発見され、MMTに搬送されるが、一命を取り留める。

### 鮎川山荘
鮎川篤史
演 - 石丸謙二郎
玲の祖父。山小屋のオーナー。

清水幹太（しみず かんた）
演 - 吉田健悟（第2話 - ）
山小屋の小屋番。

丸山絵理子（まるやま えりこ）
演 - 工藤美桜（第2話 - ）
山小屋の小屋番。山をこよなく愛してやまない。
鮎川山荘で7年ぶりに企画された登山ツアーを引率するが、雲行きが怪しくなり、避難した樹林帯で雷に打たれるも、一命を取り留める。

### その他
小松真吾（こまつ しんご）
演 - 向井康二
焼き鳥屋「しんちゃん」店主。歩の幼馴染。バツイチ子持ちで息子の圭吾と離れて暮らす。

豪徳寺武
演 - 平山祐介
長野県消防防災航空隊の隊長。

村松聖子（むらまつ せいこ）
演 - 池津祥子
典子の養母。村松内科クリニック院長。
典子がMMTに入っていることは知らず、内科勤務であると思っていたが、加賀美から知らされたことで、後日周子の元を訪れる。そして、典子が麻酔科医として働いていることを知ると、それ以来MMTを潰そうと画策するが何かと真吾に邪魔をされてしまう。また、典子が考えを改めない為しつこく病院を訪れる。更にはSNSで江森が亡くなったという嘘の訃報を拡散するまでに及び、典子に削除するよう言われるが考えを改めないものの、真吾達が区役所にMMT解散をやめて欲しいと直談判し、MMT解散を撤回された為典子を戻せずじまいになり、最終的には彼女を追い出した。

村松誠一郎
演 - 画大（第3話 - ）
聖子の夫。

シゲ / 小島茂
演 - 玉置孝匡
登山客。鮎川山荘の常連。
雷に打たれた絵理子が退院した後、彼女と同様に登山中に雷に打たれてMMTに搬送されるも一命を取り留める。

ゲン / 飯沼玄
演 - 兒玉宣勝
登山客。鮎川山荘の常連。

片瀬凛（かたせ りん）
演 - 冨手麻妙（第5話 - ）
真吾の元妻。

片瀬圭吾（かたせ けいご）
演 - 湯田幸希（第5話 - ）
真吾の息子。
不整脈を抱えているが歩の提案でカテーテル手術を受け、学童クラブの登山に歩と玲の帯同で参加するが、歩が捻挫した天野の対応で自身のもとを離れていた間に蜂に刺されてアナフィラキシーを起こす。

### ゲスト

#### 第1話
宇田伸一（うだ しんいち）〈68〉
演 - 螢雪次朗（第3話 - 第6話）
患者。妻の節子が8年前に亡くなり、登山だけが生きがい。心臓疾患（心サルコイドーシス）を抱えている。
節子が「宝石箱のようだった」とブログに生前書き残した夕暮れに照らされたテントサイトの景色を見るために歩の許可を得て赤松岳登山にチャレンジする。だが、熊に襲われて頭部に重傷を負った麻里子を背負って鮎川山荘まで下山したことで、心室頻拍を引き起こして死去する（第5話）。

宮本翔（みやもと かける）
演 - 時任勇気
歩の兄。医師を目指していたが、15年前、歩と登山中に遭難して亡くなっている。

患者
演 - 塚田美津代
リウマチの可能性を宮本から指摘される老婆。

医師
演 - 中野剛
宮本翔はいい医師になれますよと周子に話す大学病院の医師。

若い登山客
演 - 小日向春平（役名：大西）、久獅（役名：奥山）、室井響（役名：遠藤）、山岸綾佑（役名：梅本）、森航佑、小方蒼介
軽装で鞘ヶ岳に登ろうとして遭難する若者たち。

宇田節子
演 - 藤倉みのり（第5話写真出演）
宇田の8年前に亡くなった妻。山登りが趣味でいつも夫を誘っていたが、断られて1人で山に行っていた。

院内アナウンス
声 - 汾陽美樹（長野放送アナウンサー）（第2話 - 第5話）
信濃総合病院の院内アナウンス。

#### 第2話
野口七海
演 - 西原亜希
登山客。息子とともに山頂へ向かう途中で崖下に滑落する。

野口大地
演 - 横山歩
母親の七海とともに遭難し、先に病院に搬送されたが、高地肺水腫を発症し危険な状態だった。

倉持健作
演 - おかやまはじめ（第3話）
1年前に落石事故で妻が死んだのは江森のせいだと怒鳴り込んできた男性。江守の判断ミスによる医療過誤であると判断して江守を訴訟するが、亘や江守の証言を聞き、最終的に訴訟を取り下げた。

倉持菜月（くらもち なつき）
演 - 舟木幸（第3話）
1年前の落石事故で遭難し、救助隊が到着した際にはまだ息があり、現場にいた江守の判断で赤のトリアージが貼られるが、激しい外傷を負っていたことでもう助からないと判断して黒に塗りつぶされたとされる女性。途中で一時的に意識が回復するものの死去する。
だが、亘の証言で菜月本人が赤から黒に塗り替えたことが明らかとなった。

飯塚亘（いいづか わたる）
演 - 森優理斗（第3話）
菜月らとともに山岳事故で遭難した男児。事故当時のことは江森から口止めされていたという。

ハルキ、ナオヤ
演 - 中江翼、諌山幸治
鮎川山荘に物資を運搬する業者の男性。

リョウ
演 - 岩城達也
野口親子の遭難現場に通りかかった登山客。

患者
演 - 中村早香
山荘の診療所の患者。血中酸素濃度が低く軽い高山病と診断された。

#### 第3話
松田結衣（まつだ ゆい）
演 - 畦田ひとみ
安産祈願の神社がある車山高原を登山中に突然倒れた妊娠16週目（5か月）の妊婦。健作の娘。
一晩入院するが、ただの貧血であり、問題はないと判断されて経過観察することとなったが、なかば強引に健作に連れられて退院するが、妊娠17週目を迎えた際にも高熱と発疹の症状を起こして容態が悪化し、MMTに搬送される。

藤本美和
演 - 緒方ありさ
結衣と一緒に車山高原を登山していた友人。

今井
演 - 白川朝海
信濃総合病院の産婦人科医。

飯塚美枝子
演 - 松長ゆり子
飯塚亘の母親。

救助隊員
演 - 河野安郎（第4話）
7年前、雪山で遭難した鮎川玲を搬送した救助隊員。

理学療法士
演 - 辻京太
亘のリハビリを担当する。

武田一彦
演 - 小多田直樹
1年前の赤鳥落石事故で遭難した男性。トリアージは黄色。

折原美鈴（おりはら みすず）
演 - 中越典子（第4話・第7話・第10話）
7年前、玲とともに帯同した登山ツアーで遭難し雪崩に巻き込まれて亡くなった国際山岳医。周子の友人で、江森の婚約者だった。

#### 第4話
患者
演 - 佐渡山順久
掛川が山の診療所で靴擦れと診断した登山客。

登山客
演 - 吉舎聖史
7年前、玲と美鈴が同行した登山ツアーの客。玲が登山ルートを間違え、低体温症の症状を訴える女性も出たためツアーが中止されそうになると、あとちょっとで山頂だからと指示を無視して登れる人たちのみで登山を続けようとした。

#### 第5話
純家健一（すみいえ けんいち）
演 - 松尾諭（第6話・第9話 - 最終話）
病院にレスキューヘリ導入を目指す周子から協力を要請され、県の健康福祉部医療政策課から視察にやってきた職員。
だがMMTの活動には懐疑的で、歩が聡一の救助活動中に二次遭難に遭ったことから、県がMMTの活動自粛を通達したことを周子に伝える。

中林尚樹、中林麻里子
演 - 高島豪志、新原ミナミ
赤松岳に登山に訪れた夫婦。テントサイトで就寝中に熊による襲撃を受け、麻里子が頭部に重傷を負う。

医師
演 - 岩田知幸
市朗の認知症検査を行った脳神経内科医師。

医師
演 - 佐藤まんごろう
麻里子のオペを担当した信濃総合病院 脳外科医。

大学生
演 - 千本遼太、坪井楓侑、久保由乃
赤松岳のテントサイトで酒盛りしていた一行。

#### 第6話
大牟田正吾
演 - 大滝明利
患者。週末に孫と登山する約束をしていたが、検査の結果、肺機能の数値が既定の水準を下回りかけているので許可できない、と歩より告げられる。だが、実際には基準を下回っておらず、万が一のことを考えて歩がついた嘘であった。後日、MMTに復帰した歩からそのことを謝罪され、安全な登山計画を立てることとなる。

加賀美（かがみ）
演 - 長野克弘
長野県内科医会 地域医療連携懇親会の幹事。

パフォーマー
演 - Mr.ポテト
信毎メディアガーデン前でバルーンアートをしていたパフォーマー。

#### 第7話
長田拓
演 - 谷恭輔
妻と娘と出かける約束を反故にして、山へ写真を撮りにきたカメラマン。落石事故に巻き込まれ、岩に右脚が挟まれて脚の細胞が壊死し始めたため、歩たちによって右脚が切断され、MMTに搬送される。

長田瑠璃、長田唯那（おさだ ゆいな）
演 - 中島亜梨沙、静莉子
長田の妻と娘。

登山客
演 - 片桐伸直
山中で佇んでいる江森に「何かお探しですか?」と声をかける登山客。

麻酔科医、患者
演 - 牧佳子、朝井瞳子
典子が研修医時代に出会った医師と患者。麻酔科医が患者に掛けた言葉を聞き、典子は麻酔科医を目指した。

#### 第8話
箱崎進、島田葵
演 - 若林拓也、市原茉莉
圭吾が参加した御覚山の学童登山の指導員。

天野道夫
演 - 堀丞
軽装で入山した御覚山登山者。右足を捻挫したため歩の治療を受ける。

道夫の仲間
演 - 三木崇史、藤田真澄、桜りん
御覚山山荘に道夫より先に到着していた。

児童たち
演 - 川田琥太郎、中島彩喜、築谷櫂
圭吾とともに学童登山に参加していた児童。休憩中にカブトムシ採集などをしていたが、男児のひとりが圭吾とともに蜂に刺され、アナフィラキシーを起こす。

#### 第9話
丸川聡一（まるかわ そういち）
演 - 森準人
翔の同級生で、翔と歩の友人。週末に鮎川山荘経由での大宝岳への登山中に霧のせいで道に迷って遭難し、高山病と低体温症を併発したため、駆けつけた歩とともに下山し、豪徳寺たちによって救助される。

医師
演 - 杉林健生、末廣拓也
宮本の同僚医師。宮本の暴走で起きた事態について話をしている。

救助隊員
演 - 別紙慶一、滝山康平
遭難した丸川の救助に向かった救助隊員。

#### 第10話
津山
演 - 針原滋
津山総合病院・医師。江森の恩師。

一ノ瀬孝太郎
演 - 飯田基祐（最終話）
長野県知事。蒼馬岳で起こった土砂崩れの被害者の救助に江守が向かい、現場で心不全を発症して倒れたことを受け、MMTの解散を周子に告げる。

救助隊員
演 - 村本明久、松原大貴
蒼馬岳の土砂崩れ現場に出動した松本広域消防局の救助隊員。

寺井美憂
演 - 芽衣子
長野県庁秘書課の職員。

秘書
演 - 寺田ムロラン（最終話）
長野県知事の秘書。

職員
演 - 田中貴裕（最終話）
長野県健康福祉部医療政策課の職員。純家の部下。

中継リポーター
演 - 毛織華澄（長野放送アナウンサー）
蒼馬岳で土砂崩れが起こり、登山者4人が行方不明になっている事故を現場からリポートする。

キャスター
演 - 小宮山瑞季（長野放送アナウンサー）
蒼馬岳土砂崩れ事故、行方不明者の登山者4人救出のニュースを伝える。

#### 最終話
カズキ、ミワ
演 - 守山龍之介、重松りさ
登山していたカップル。カズキがケガをして休んでいたところ、山岳医療パトロールで通りかかった宮本歩が治療する。
隊員
演 - 河野マサユキ
長野県消防防災航空隊の隊員。周子からのヘリの出動要請を規則だからと一旦は拒絶する。
- 君島光輝

## スタッフ
- 脚本 - 高橋悠也[1]
- 音楽 - 林ゆうき[7]
- 主題歌 - Official髭男dism「Sharon」（IRORI Records / PONY CANYON INC.）[82]
- 監督 - 国本雅広、高橋貴司、保坂昭一[5]
- プロデューサー - 近藤匡（関西テレビ）、大城哲也（ジニアス）[1]
- 制作協力 - ジニアス[1]
- 制作著作 - 関西テレビ[1]

## 放送日程
| 各話                                                                        | 放送日  | サブタイトル                                  | 監督     | 視聴率 |
| --------------------------------------------------------------------------- | ------- | --------------------------------------------- | -------- | ------ |
| 第1話                                                                       | 7月08日 | 大自然の真ん中で命をつなぐ山岳医療チーム誕生  | 国本雅広 | 7.9%   |
| 第2話                                                                       | 7月15日 | 山岳医療チーム始動!滑落事故から親子の命を救え | 国本雅広 | 6.6%   |
| 第3話                                                                       | 7月22日 | 一年前の落石事故で何が!?隠されたあの日の真実  | 国本雅広 | 6.8%   |
| 第4話                                                                       | 7月29日 | MMTに新たな任務!7年前の悲しき事故の記憶       | 国本雅広 | 5.2%   |
| 第5話                                                                       | 8月05日 | 夜の山で熊による襲撃事件発生!MMTに新たな試練  | 高橋貴司 | 4.7%   |
| 第6話                                                                       | 8月12日 | 救えなかった命&MMTが直面する存続の危機        | 高橋貴司 | 5.4%   |
| 第7話                                                                       | 8月19日 | 落石事故で迫られる究極の選択!新たなMMTの姿    | 国本雅広 | 6.0%   |
| 第8話                                                                       | 8月26日 | 山岳医の正義と父としての愛情                  | 保坂昭一 | 6.1%   |
| 第9話                                                                       | 9月02日 | 山岳医が遭難!? 失態に巻き起こる炎上           | 高橋貴司 | 5.7%   |
| 第10話                                                                      | 9月09日 | 「そこへ行けば救える命がある」MMTの信念       | 国本雅広 | 6.5%   |
| 最終話                                                                      | 9月16日 | 山岳医療とMMTの未来のために                   | 国本雅広 | 6.2%   |
| 平均視聴率 6.1%（視聴率はビデオリサーチ調べ、関東地区・世帯・リアルタイム） |         |                                               |          |        |

- 初回は22時 - 23時9分の15分拡大放送。